# Écouviez
Écouviez ist eine französische Gemeinde mit 534 Einwohnern (Stand: 1. Januar 2022) im Département Meuse in der Region Grand Est (bis 2015 Lothringen). Sie gehört zum Arrondissement Verdun und zum Kanton Montmédy. Die Einwohner werden Écouvissois genannt. 

## Geografie
Écouviez liegt etwa 50 Kilometer nördlich von Verdun an der Grenze zu Belgien. Umgeben wird Écouviez von den Nachbargemeinden Rouvroy im Norden, Osten und Süden, Velosnes im Süden sowie Verneuil-Grand im Westen.

## Bevölkerungsentwicklung
| Jahr                       | 1962 | 1968 | 1975 | 1982 | 1990 | 1999 | 2006 | 2019 |
| Einwohner                  | 588  | 530  | 433  | 393  | 446  | 501  | 528  | 514  |
| Quellen: Cassini und INSEE |      |      |      |      |      |      |      |      |

## Sehenswürdigkeiten

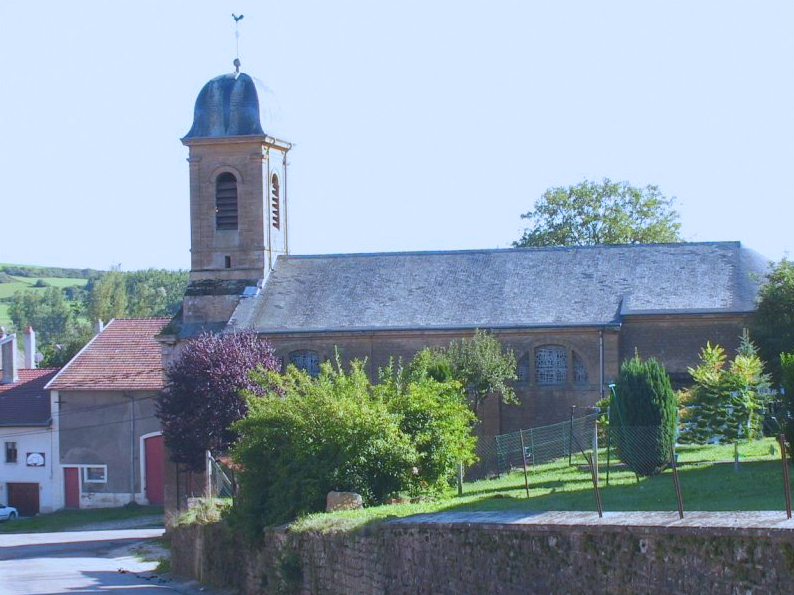
Kirche Saint-Michel

- Kirche Saint-Michel